# Love From Hell
Love From Hell ist das erste Studioalbum, welches der US-amerikanische Sänger Dahvie Vanity unter seinem Pseudonym „Kawaii Monster“ veröffentlichte, sowie sein viertes Soloalbum insgesamt. Es erschien am 29. November 2019.

## Hintergründe
Am 28. Juni 2019 gab Dahvie Vanity die Auflösung des Musikprojektes Blood on the Dance Floor nach Veröffentlichung des letzten Studioalbums Hollywood Death Star bekannt. Noch während der Promophase für dieses veröffentlichte er unter dem Namen „Kawaii Monster“ am 2. August 2019 die 4 Tracks starke EP Poison Love. Er benannte sich dabei nach dem gleichnamigen neunten Blood on the Dance Floor-Album. Seit 2014 veröffentlichte Vanity bereits Solomusik, verwendete dabei jedoch die Pseudonyme „Master of Death“ und „Sinners Are Winners“.
Ab 29. November 2019 konnte man mit Love From Hell das erste Album als Kawaii Monster im offiziellen Onlineshop von Dahvie Vanity als CD bestellen; erst am 21. Februar 2020 erschien es weitläufig auf Streaming- bzw. Downloadplattformen. Die physische und digitale Ausgabe des Werkes unterscheiden sich jedoch erheblich und überschneiden sich nur in fünf Titeln (die ersten vier Singles und der Song Dead Inside). Beinhaltet die CD-Version neben diesen noch drei Lieder der Poison Love-EP sowie die auf keinem Album zu findende Blood on the Dance Floor-Single Reign of Terror, enthält die digitale Version stattdessen die fünfte bzw. sechste Kawaii Monster-Single.
Dahvie Vanity schrieb und produzierte sämtliche Titel eigenhändig. Als Gastinterpreten treten Sammie B und Voxout auf, die auch auf ihren jeweiligen Songs als Co-Autoren fungierten.
Aus dem Album wurden sechs Singles ausgekoppelt: Total Nightmare, Love From Hell (welches auf der Single noch den Titel From Heaven to Hell trug), Dear Best Friend, It’s a Sunny Place For Shady People, Sleeping With Demons und I Am With You.

## Musik und Texte
Love From Hell enthält überwiegend Lieder im Industrial-Rock-Genre. Diese zeichnen sich vor allem durch harte E-Gitarren-Riffs und stampfende elektronische Rhythmen und Synthesizer aus. Vanity gibt sowohl klar gesungene, einprägsame Melodien als auch Screamo-Vocals zum besten. Eine musikalische Ausnahme stellen die beiden Lieder Sleeping With Demons und I Am With You dar. Ersteres ist durchwegs von einem Trap-Beat unterlegt und beinhaltet gerappte Passagen, während letztgenanntes im Synth-Pop-Stil gehalten ist. Inhaltlich drehen sich die Lieder vorwiegend um Liebesbeziehungen, bzw. auch um das Ende dieser. Dabei wird oft thematisiert, dass sich die Partnerin des Ich-Erzählers als bösartig erwies, andere Lieder besitzen wiederum einen versöhnlichen Ton.

## Covergestaltung
Das Coverartwork zu Love From Hell zeigt einen blutverschmierten Filmstreifen auf dem ansatzweise zwei Bilder von Dahvie Vanity zu sehen sind, der vor einem weißen, jedoch rot ausgeleuchteten Hintergrund steht. Auf der oberen Aufnahme blickt er in die Kamera, auf der unteren hat er ein gesenktes Haupt und blickt schräg nach links. Er ist oberkörperfrei, hat jedoch schwarze Engelsflügel umgeschnallt. Auf dem unteren Bild kann man erkennen, dass er kleine Hörner auf dem Kopf trägt. Wie das Gesamtmotiv ist auch der Sänger mit Blut bedeckt. In der Mitte des Covers steht in weißer Schrift groß das Pseudonym des Musikers, darunter wesentlich kleiner im rechten Bildabschnitt in roter Schrift der Albumtitel, wobei das erste „O“ und das zweite „E“ als Flammen stilisiert sind.

## Titelliste
| Nr. | Titel                               | Länge |
| --- | ----------------------------------- | ----- |
| 1.  | Dear Best Friend (feat. Sammie B)   | 3:39  |
| 2.  | It’s a Sunny Place For Shady People | 4:28  |
| 3.  | Love From Hell                      | 4:53  |
| 4.  | Poison Love                         | 4:15  |
| 5.  | Creature Feature                    | 4:00  |
| 6.  | Reign of Terror                     | 2:50  |
| 7.  | Dead Inside                         | 5:04  |
| 8.  | Revolt                              | 3:21  |
| 9.  | Total Nightmare                     | 3:11  |

| Nr. | Titel                               | Länge |
| --- | ----------------------------------- | ----- |
| 1.  | Dear Best Friend (feat. Sammie B)   | 3:39  |
| 2.  | It’s a Sunny Place For Shady People | 4:28  |
| 3.  | Love From Hell                      | 4:53  |
| 4.  | Dead Inside                         | 5:04  |
| 5.  | Total Nightmare                     | 3:11  |
| 6.  | Sleeping With Demons (feat. Voxout) | 3:36  |
| 7.  | I Am With You                       | 3:36  |

## Dies und Das
- Die Titel Revolt und Creature Feature, die bereits auf der Poison Love-EP vorhanden waren, erschienen schon zuvor als Blood on the Dance Floor-Singles unter den Namen Best of Me und Shiver.[14]